# Paralacydes arborifera
Paralacydes arborifera är en fjärilsart som beskrevs av Butler 1875. Paralacydes arborifera ingår i släktet Paralacydes och familjen björnspinnare. Inga underarter finns listade i Catalogue of Life.